# Pandrosèon
|  | No s'ha de confondre amb Pandròsion, matemàtica alexandrina del segle iv dC. |

El Pandrosèon (grec antic: Πανδροσεῖον, Pandroseîon) era un santuari d'Atenes construït en temps de Pèricles cap a l'any 421 aC situat a l'Acròpoli, al costat nord-oest de l'Erectèon i vora l'antic temple d'Atena. Era dedicat en honor de Pandros, filla de Cècrops i d'Agraulos.

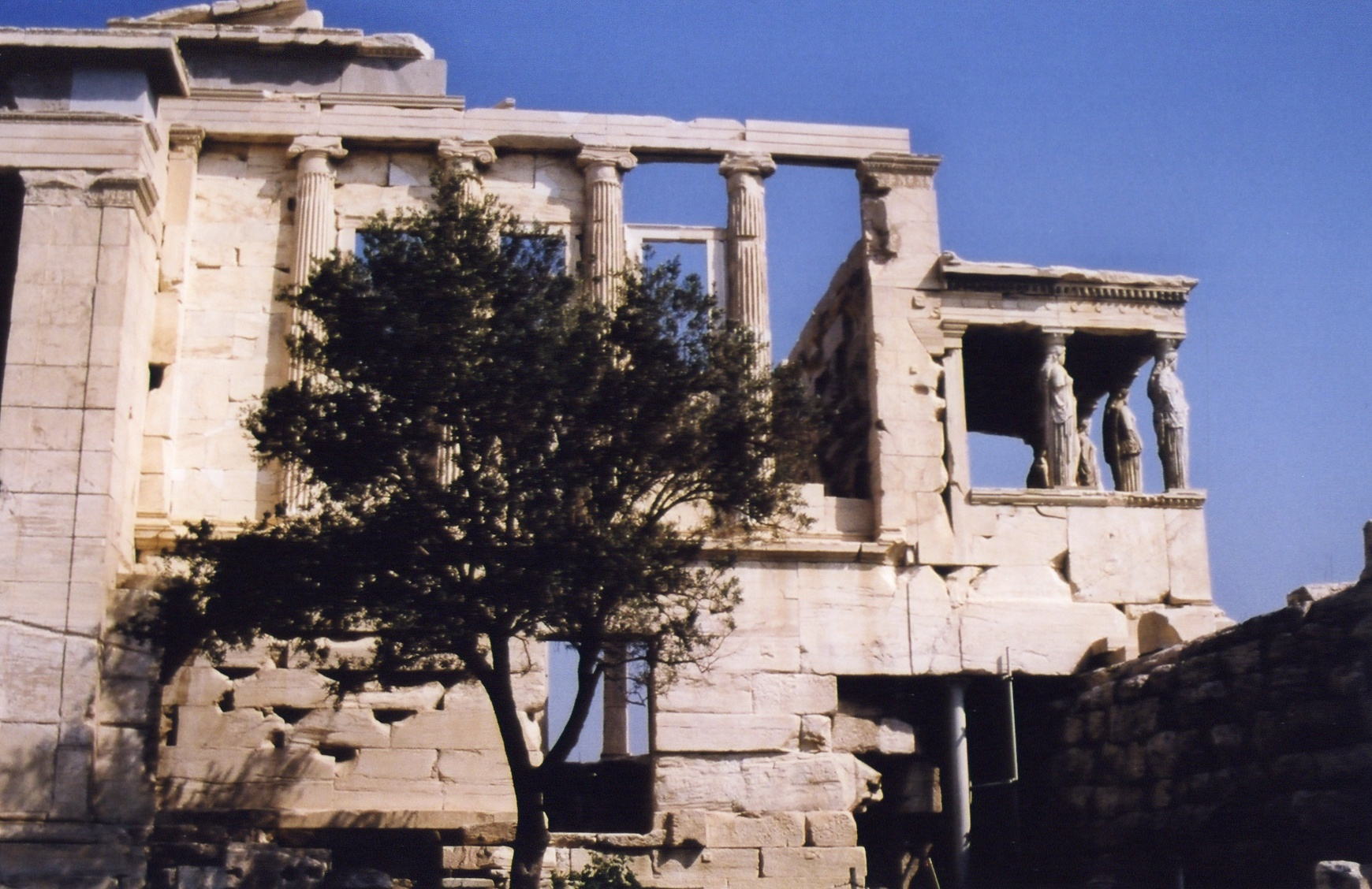
L'olivera on es trobava el Pandrosèon, amb l'Erectèon al fons

El santuari consistia en un pati rectangular que contenia l'altar de Zeus Herceu ('protector de la terra'). El cantó sud-est donava accés a la tomba de Cècrops. El santuari també contenia l'olivera sagrada que hi va fer créixer Atena com a present per a la ciutat, després de la seva victòria sobre Posidó en la disputa sobre l'Àtica i el patronatge d'Atenes. L'any 1917 es va plantar l'arbre actual.